# مقاطعة كارنس (تكساس)
مقاطعة كارنس (بالإنجليزية: Karnes  County)‏ هي إحدى ولايات التي تقع في تكساس, الولايات المتحدة الأمريكية.
حسب تعداد الولايات المتحدة 2010 كثافة سكانية كانت 14,824 نسمة.

## أعلام
- جولدي هيل
- بيل ليستر